# A casa di Maria Latella
A casa di Maria Latella (precedentemente intitolato A cena da Maria Latella) è un programma televisivo italiano di genere talk show, in onda dal 20 gennaio 2022, ideato e condotto da Maria Latella. Inizialmente trasmesso su Sky TG24 fino al 15 marzo 2024, dal 10 settembre dello stesso anno viene trasmesso su Rai 3.

## Il programma
Il programma, definito dinner talk, presenta una logica opposta a quella di un talk show, in cui la conduttrice Maria Latella discute a tavola durante la cena con vari esponenti del mondo dello spettacolo, dell'attualità, della politica, dell'economia, dell'industria e della cultura.

## Edizioni
| Edizione | Anno | Rete televisiva | Titolo del programma    | Conduzione    | Periodo           | Periodo          | Puntate | Regia              |
| Edizione | Anno | Rete televisiva | Titolo del programma    | Conduzione    | Inizio            | Fine             | Puntate | Regia              |
| -------- | ---- | --------------- | ----------------------- | ------------- | ----------------- | ---------------- | ------- | ------------------ |
| 1ª       | 2022 | Sky TG24        | A cena da Maria Latella | Maria Latella | 20 gennaio 2022   | 24 febbraio 2022 | 6       | Aldo Autolitano    |
| 2ª       | 2022 | Sky TG24        | A cena da Maria Latella | Maria Latella | 28 ottobre 2022   | 2 dicembre 2022  | 6       | Aldo Autolitano    |
| 3ª       | 2023 | Sky TG24        | A cena da Maria Latella | Maria Latella | 3 marzo 2023      | 31 marzo 2023    | 5       | Aldo Autolitano    |
| 4ª       | 2023 | Sky TG24        | A cena da Maria Latella | Maria Latella | 10 novembre 2023  | 8 dicembre 2023  | 5       | Aldo Autolitano    |
| 5ª       | 2024 | Sky TG24        | A cena da Maria Latella | Maria Latella | 16 febbraio 2024  | 15 marzo 2024    | 5       | Aldo Autolitano    |
| 6ª       | 2024 | Rai 3           | A casa di Maria Latella | Maria Latella | 10 settembre 2024 | 29 ottobre 2024  | 8       | Giorgio Marchesani |
| 7ª       | 2025 | Rai 3           | A casa di Maria Latella | Maria Latella | 4 marzo 2025      | 19 maggio 2025   | 10      | Giorgio Marchesani |

## Programmazione
| Edizione | Rete televisiva | Anno | Stagione          | Orario      | Durata | Programmazione | Programmazione | Programmazione | Programmazione | Programmazione | Programmazione | Programmazione | Collocazione |
| Edizione | Rete televisiva | Anno | Stagione          | Orario      | Durata | L              | M              | M              | G              | V              | S              | D              | Collocazione |
| -------- | --------------- | ---- | ----------------- | ----------- | ------ | -------------- | -------------- | -------------- | -------------- | -------------- | -------------- | -------------- | ------------ |
| 1ª       | Sky TG24        | 2022 | inverno           | 21:00-21:40 | 40 min |                |                |                |                |                |                |                | prima serata |
| 2ª       | Sky TG24        | 2022 | autunno           | 21:00-21:40 | 40 min |                |                |                |                |                |                |                | prima serata |
| 3ª       | Sky TG24        | 2023 | inverno-primavera | 21:00-21:40 | 40 min |                |                |                |                |                |                |                | prima serata |
| 4ª       | Sky TG24        | 2023 | autunno           | 21:00-21:40 | 40 min |                |                |                |                |                |                |                | prima serata |
| 5ª       | Sky TG24        | 2024 | inverno           | 21:00-21:40 | 40 min |                |                |                |                |                |                |                | prima serata |
| 6ª       | Rai 3           | 2024 | estate-autunno    | 23:10-00:00 | 50 min |                |                | seconda serata |                |                |                |                |              |
| 6ª       | Rai 3           | 2024 | estate-autunno    | 15:25-16:05 | 40 min |                |                | day-time       |                |                |                |                |              |
| 6ª       | Rai 3           | 2024 | estate-autunno    | 23:20-00:00 | 40 min |                |                | seconda serata |                |                |                |                |              |
| 7ª       | Rai 3           | 2025 | inverno-primavera | 23:15-00:00 | 45 min |                |                | seconda serata |                |                |                |                |              |
| 7ª       | Rai 3           | 2025 | primavera         | 16:20-17:05 | 45 min |                |                | day-time       |                |                |                |                |              |